# طيء
طَيْء قبيلةٌ عربية كبرى تنتشر في كل أقطار المشرق العربي.
```
وكانت منازلها الأولى في 
اليمن
 وخرجوا منها إلى الشمال بعد 
سيل العرم
، وفي خروجهم يقول 
دَغفَلُ الشيبانيُّ
: 
«
سار جابر وحرملة أبناء أدد بن الهميسع بن عمرو بن عريب بن عمرو بن 
الأزد
 ومعهما ابن أخيهما طيء، وكان اسمه جلهمة، فأقاموا فيما بين 
تهامة
 واليمن، ووقع بين طيء وعميه ملاحاة، ففارقهم، وسار نحو 
الحجاز
 ثم سار إلى جبل طيء
»
.
[
5
]
[
6
]
 وذكر 
القلقشنديُّ
 نحو ذلك قائلا: 
«
كانت منازلهم باليمن فخرجوا منه على أثر خروج الأزد منه، ونزلوا 
سميراء
 
وفيد
 في جوار 
بني أسد
، ثم غلبوهم على 
أجا وسلمى
، وهما جبلان من بلادهم، فاستقروا بهما، وافترقوا في أول 
الإسلام
 في الفتوحات.
»
[
7
]
 وكان يحدهم في 
الجاهلية
 من الشمال 
بنو كلب
، ومن الشرق والجنوب 
بنو أسد
، ومن الغرب 
بنو غطفان
. قال 
ابن سعيد المغربي
: 
«
ومنهم في بلادهم الآن أمم كثيرة تملأ السهل والجبل حجازاً وشاماً وعراقاً
»
.
[
8
]
 ومنهم الآن بطون كثيرة متفرقة في شمال 
الجزيرة العربية
 وباديتي 
العراق
 
والشام
، ينضوي معظمها تحت اسم 
قبائل شمر
. قال المؤرخ 
أحمد أمين
: 
«
كانت طيء تسكن الجبلين الشهيرين أجا وسلمى، وهما المعروفان الآن بجبل شمر، وقد سكنتها طيء قبل الإسلام، واشتهر ذكرها حتى كان 
السريان
 
والفرس
 يسمون كل العرب طيئا
»
.
[
9
]
```

ظهرت طيء لأول مرة في المصادر القديمة بعد فترة وجيزة من هجرتها، حيث ذكرها كل من برديصان وهِبُّولِيط الرومي وأورانيوس ضمن القبائل المميزة في شبه الجزيرة العربية خلال النصف الأول من القرن الثالث الميلادي. وفي أواخر القرن الخامس وأوائل القرن السادس الميلادي بلغت طيء أوج قوتها، وكان لها غارات واسعة على سوريا والعراق خلال أوقات الجفاف، لدرجة أن المؤلفين السريان واليهود من بلاد ما بين النهرين استخدموا اسم طيايا وطياية لوصف رجال القبائل العربية عمومًا من أي قبيلة كانوا، أي إنها استعملت عندهم بمعنى عرب، وفي ذلك قال جواد علي: «لا يعقل إطلاق اسم هذه القبيلة على جميع العرب لو لم تكن لها منزلة ومكانة في تلك الأيام، ولو لم تكن قوية كثيرة العدد ممعنة في الغزو ومهاجمة الحدود، حتى صار في روع السريان أنها أقوى العرب، فأطلقوا اسمها عليهم». دخلت الكلمة السريانية أيضًا إلى لغة الفرس الساسانيين مثل "Tāzīg" و"Tāzī"، وتعني أيضًا العربي.
كانت قبيلة طيء معروفة في الشعر والكرم حيث برز منهم حاتم الطائي ومعروفة أيضاً بالفرسان والرجال المحاربة وبرز منهم عدي بن حاتم الطائي وشاركوا في معارك ما قبل الإسلام وما بعد الإسلام وحاربواْ أيضاً المغول في معركة شقحب وحاربواْ أيضا الفرس. لعبت طيء دورا رئيسيا في أواخر القرن الخامس في منطقة بلاد الرافدين، وكان لها غارات كثيرة، مما دفع الساسانيين والبيزنطيين على رسم حدود بينهم لمنع الغارات المستقبلية من طيء وحلفائها من العرب. وفي القرن السادس الميلادي ذكر الأسقفان السريانيان يوحنا الأفسسي و«سمعان بيت أرشام» طيء في معسكر جيش المنذر الثالث ملك الحيرة.

## أقوال عن قبيلة طيء
ذكر ابن الكلبي من أصنام طيء الفَلْس، أقاموه شرقي جبل أجا على ملتقى طرق القوافل، وسدنته بنو بولان. ومن أصنامهم أيضاً: رُضا، ووَدّ، ومناة، وعائم، وباجر، ويغوث، وغيرها. وورد أيضاً أن (أحودما) (المغريان) تنقل بين طيّء مبشراً بالمسيحية في سنة 559 للميلاد، وقد كان عدي بن حاتم في جملة الداخلين في النصرانية من طيء. وعند ظهور الإسلام كان لطيء علاقة بمنطقة العراق، فقد استوطن بعض أفرادها الحيرة، وعندما زالت دولة المناذرة ولي الحيرة قبيصة بن إياس بن حية الطائي، ولما قدم خالد بن الوليد في تحرير العراق استقبله قبيصة بالترحاب.
تعد طيء من أعظم القبائل العربية، وقد تمثلت فيها مقومات المجتمع العربي كاملة، ولعل أبرزها الكرم والفروسية، فمن رجالها المشهورين في هذا المجال حاتم الطائي، وكان مضرب المثل في جوده وكرمه وأفعاله النبيلة، وزيد الخير الطائي فيما عُرف به من فروسية وشجاعة وأخلاق حميدة، ولعله الفاتح الأول في الإسلام، فيما اقترحه على النبي أن يعطيه ثلاثمئة فارس ليغير بها على حدود الروم، وممن اشتهر منهم في الجاهلية إياس بن قبيصة، وكان عامل كسرى على الحيرة، والأسد الرهيص، وهو الذي ينسب إليه قتل عنترة بن شداد العبسي. ومن مشهوريهم في الإسلام عدي بن حاتم، وكان ممن ثبت على الإسلام إبان الردة، وهُرع بالصدقة إلى أبي بكر، وسفانة بنت حاتم، وكانت السبب في إسلام عدي وسائر قبيلتها، ورافع بن عميرة الطائي، وكان دليل خالد بن الوليد لما سار من العراق إلى الشام، وصاحبه في الفتوحات. ومن علمائهم ابن مالك النحوي، والشيخ محيي الدين بن عربي. ومن شعراء هذه القبيلة أيضاً أبو تمام الطائي، الشاعر الأديب، صاحب الحماسة، ورائد التجديد الشعري في عصره، ومنهم الشاعر البحتري.
أقوال، منها:
- طيئ وهو جلهمة بن زيد بن أدد بن الهميسع بن عمرو بن عريب بن عمرو بن الأزد،[6] وهو أقدم الأقوال للنسابة دغفل الشيباني، قال: «وسار جابر وحرملة أبناء أدد بن الهميسع بن عمرو بن عريب بن عمرو بن الأزد ومعهما ابن أخيهما طيئ، وكان اسمه جلهمة. فأقاموا فيما بين تهامة واليمن، ووقع بين طيئ وعميه ملاحاة، ففارقهم، وسار نحو الحجاز ثم سار إلى جبل طيئ».[22] وقد نقل ياقوت الحموي هذا النسب مختصرا إلى الهميسع عن ابن الكلبي وأبو عبيدة، واستنكر الحموي على ابن الكلبي تناقضه في نسب طيئ، ويظهر أن ابن الكلبي أخذ نسب طيئ في كتابه الأنساب عن أبيه محمد بن السائب، وأخذ نسب طيئ في كتابه افتراق العرب عن دغفل الشيباني، فوقع هذا التناقض.[23]

## نسبهم
نسب قبيلة طيء: 
- طيئ وهو جُلْهُمَة بن أُدد ابن زيد بن يشجب بن عريب بن مالك بن زيد بن كهلان، وهو قول أبو حاتم السجستاني.[24]
- طيئ وهو جُلْهُمَة بن أُدَدْ بن زيد بن يشجب الأصغر بن عريب بن زيد بن كهلان، هكذا نسبه هشام الكلبي وابن حزم.[25][26]
- طيئ وهو جلهمة بن أدد بن زيد بن عريب بن زيد بن كهلان، وهو قول أبو محمد الهمداني وابن خلدون.[27][28]
- طيئ بن بن أدد بن زيد بن كهلان، وهو قول ابن قتيبة وأبو الفرج الأصفهاني وأبو المنذر الصحاري.[29][30][31]
- طيئ بن أدد بن مذحج بن زيد بن يشجب الأصغر بن عريب بن مالك بن زيد بن كهلان، وهو قول شذ به عبد الملك بن هشام وقال: «طيّئ بن أدَد بْنِ مَالِكٍ، وَمَالِكٌ: مَذْحج بْنُ أدَد، وَيُقَالُ طيِّئ بْنُ أُدَدَ بْنِ زَيْدِ بْنِ كهلان بن سبأ».[32]

### أقرب القبائل نسبًا لطيئ حسب تقسم النسابة القدماء
تأتي اقرب قبيلة لطيء وهم  بني مذحج وتليها مرة وبعدهم بنو الأشعر وتليهم بني كندة وتأتي بعدها مراد وبعدها أنمار وتأتي اقرب القبائل لـ (طيء) هي ماخرج منها وهم بني شمر بنو ولام وبني بيات وبني ظفير والفضل وبني صخر وزوبع والأسلم وعبدة وبنو سرحان والزبيد  والبو حسان والبيات وألبو عيسى والبو جياش والاعاجيب وغيرها من القبائل 
قال هشام الكلبي عن أبيه محمد بن السائب الكلبي:«ولد كهلان: زيدا، فولد زيد بن كهلان: عريبا ومالكا، فولد عريب بن زيد: يشجب، فولد يشجب بن عريب: زيدا، فولد زيد بن عريب: أدد بن زيد، فولد أدد بن زيد: مرة، ونبتا وهو الأشعر، ومالكا، وجلهمة وهو طيئ». وقال أبو المنذر الصحاري:«وَلد كَهلان بن سبأ بن يشجب بن يعرب بن قحطان: زيد بن كهلان، فولد زيد بن كهلان: مالك بن زيد، وأدد بن زيد. فولد أدَدُ بن زيد بن كهلان خمسةً: طيئاً، ومالكا وهو مذحج، ومَرّةَ، وعريبَ، والأشعر ويقال: إن الأشعرَ بن سبأ. وقد أتينا به فيما تقدم - فهؤلاء بنو أدَد بن زيد بن كهلان». وقال أبو الفداء: «أما بنو كهلان فأحياء كثيرة مشهورها سبعة: الأزد، وطيئ، ومذحج وهمدان، وكندة، ومراد، وأنمار».

### بنو طيئ
أولد طيئ ثلاثة أبناء فيما ذكر النسابة، وهم:
- فطرة بن طيئ
- الغوث بن طيئ
- الحارث بن طيئ، ودخل بنوه في قبيلة المهرة.[37]

## ديانات طيئ قبل الإسلام
إنَّ الأديان التي دانت بها طيّئ في جاهليتها كانت من جنس الأديان التي دان بها العرب، فهي قبيلة وثنية تعتقد أنها على شيء من دين إبراهيم، وذكر ابن الكلبي من أصنامهم الفَلْس، أقاموه شرقي جبل أجا على ملتقى طرق القوافل، وسدنته بنو بولان. ومن أصنامهم أيضاً: رُضا، ووَدّ، ومناة، وعائم، وباجر، ويغوث، وغيرها. وهي أيضاً من القبائل التي وجدت النصرانية إليها سبيلاً، فورد أن (أحودما) (المغريان) تنقلوا بين طيّئ مبشراً بالمسيحية في سنة 559 للميلاد، وقد كان عدي بن حاتم في جملة الداخلين في النصرانية من طيئ.

## أشهر فروع قبيلة طيئ

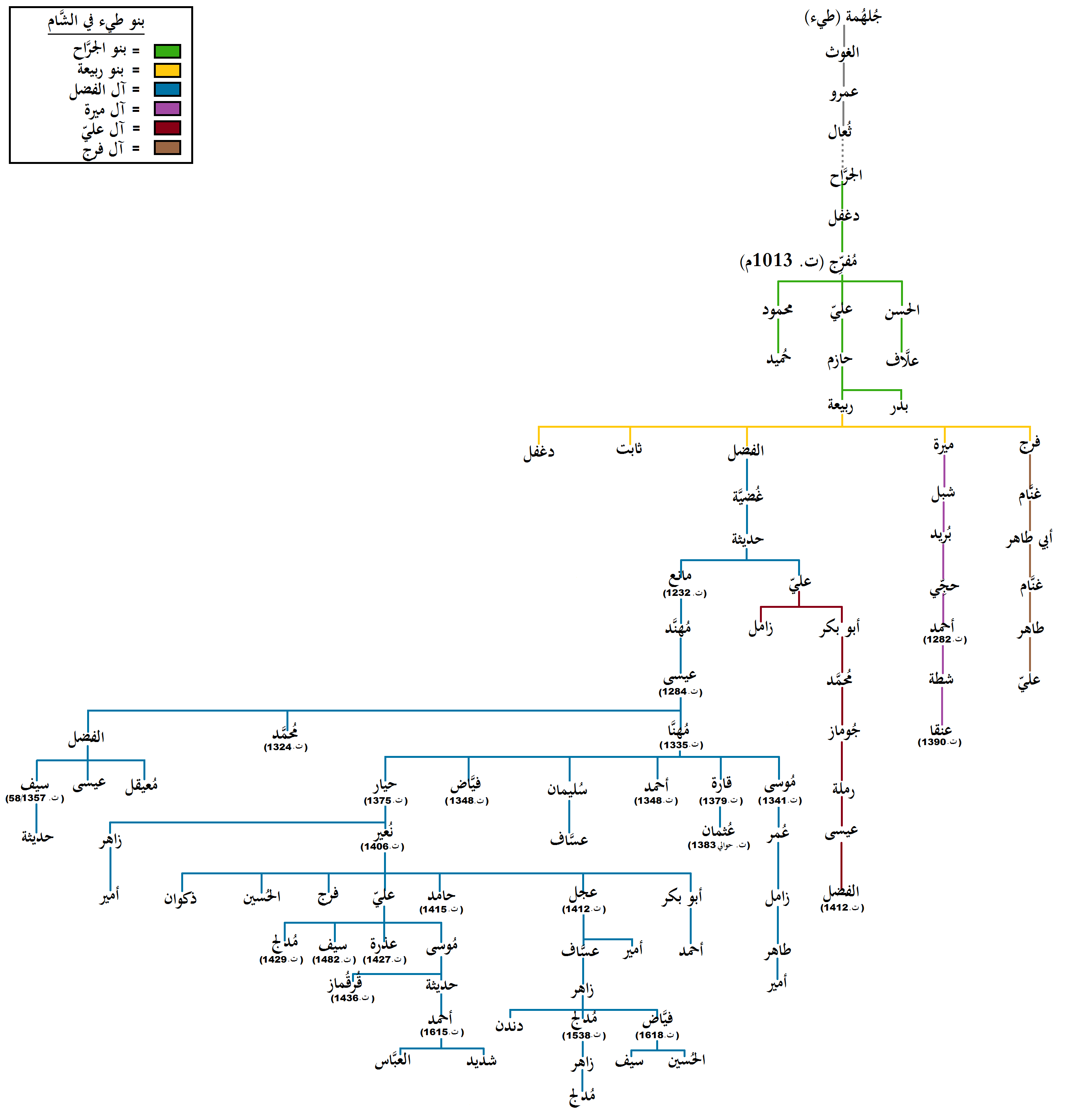
فروع قبيلة بني طيء في بلاد الشَام

وطيئ اليوم من أكبر القبائل العربية، حيث تنتشر فروعها في الحجاز والشام والعراق وعربستان والبحرين والكويت ومصر وغيرها. ومن بطون طيئ ربيعة وزبيد وهم بنو زبید بن معن بن عمرو بن عنيز بن سلامان بن عمرو بن الغوث بن فطرة بن طيئ، وجرم، وهو بنو جرم واسمه ثعلبة بن عمرو بن الغوث بن طيئ، وبنو ثعلبة بن جدعاء بن ذهل بن رومان بن جندب بن خارجة بن سعد بن فطرة بن طيئ، وبنو غزية بن أفلت بن ثعل بن عمرو بن عنيز بن ثعل بن الغوث بن طيئ.
- قبيلة شمر: وهم أكبر قبائل طيئ حاليا، وهم بنو شمر بن عبد بن جذيمة بن زهير بن ثعلبة بن سلامان بن ثعل بن عمرو بن الغوث بن طيئ.[34][38][39][40]
- قبيلة زبيد: وهم بني زبيد بن معن بن عمرو بن عنيز بن سلامان بن عمرو بن الغوث بن فطرة بن طيئ.[41]
- قبيلة لام: وهم بنو لام بن عمرو بن طريف بن عمرو بن ثمامة بن مالك بن جدعاء بن ذهل بن رومان بن جندب بن خارجة بن سعد بن فطرة بن طيئ، ومنهم الشاعر أوس بن حارثة الطائي.[42]
- قبيلة جرم: وهم بنو جرم بن عمرو بن الغوث بن طيئ.[43]
- بني حجيم: وهو حلف بين قبائل قحطانية وعدنانية وأغلب هذه القبائل ترجع الى شمر الطائية
- بنو أحمد بن الحارث بن ثمامة بن مالك بن جدعاء بن ذهل بن رومان بن جندب بن خارجة بن سعد بن فطرة بن طيئ، وهم في الموصل بالعراق.[44]
- بنو نبهان بن عمرو بن الغوث بن طيئ، ومنهم الصحابي زيد الخير الطائي.[45]
- قبيلة الأجود بن غزية: وهم بنو غزية بن أفلت بن ثعل بن عمرو بن عنين بن سلامان بن ثعل بن عمرو بن الغوث بن طيئ، وهم في العراق.[46][47]
- بنو بولان بن عمرو بن الغوث بن طيئ.
- بنو سنبس بن معاوية بن ثعل بن عمرو بن الغوث بن طيئ، وهم في العراق ويقال أن بعضهم في مصر.[48]
- بنو سدوس بن أصمع بن أبي بن ربيعة بن نصر بن سعد بن نبهان بن عمرو بن الغوث بن طيئ، ومنهم الأسد الرهيص قاتل عنترة بن شداد.[49]
- قبيلة زوبع: يقال هم بنو زوبع بن محمد بن الحارث شريف طيئ، وهم اليوم ضمن فروع قبيلة شمر.[50]
- بنو قيس بن شمر بن عبد بن جذيمة بن زهير بن ثعلبة بن سلامان بن ثعل بن عمرو بن الغوث بن طيئ،[51] وهم اليوم ضمن فروع قبيلة شمر أبناء عبدة زوجة قيس بن شمر.
- بنو الأسلم: وهؤلاء أسلم بن جوين بن عمرو بن حرمز بن مخضب بن حرمز بن لبيد بن سنبس بن معاوية بن جرول بن ثعل بن عمرو بن الغوث بن طيئ،[52] وهم اليوم ضمن فروع قبيلة شمر.

## مشاهير طيئ
- حاتم الطائي أسطورة الكرم العربي الأصيل وهو حاتم الجواد بن عبد الله بن سعد بن الحشرج بن امرئ القيس بن عدي بن أخزم بن ربيعة بن جرول بن ثعل بن عمرو بن الغوث بن طيئ.
- الصحابي زيد الخيل أو زيد الخير كما سماه الرسول محمد.
- الصحابي حريث بن زيد الخير الطائي
- الصحابي مكنف بن زيد الخير الطائي
- الطرماح بن عدي الطائي
- عمار بن حسان الطائي
- أمية بن سعد الطائي شهيد في معركة الطف
- حسان بن شريح الطائي شهيد في معركة صفين
- أوس بن حارثة بن لأم الطائي كان يجاري حاتما بالكرم ويلقب بابن سعدى.
- عدي بن حاتم الطائي
- سفانة بنت حاتم الطائي
- الأسد الرهيص قاتل عنترة بن شداد.
- الأخيل شاعر وهو ابن عبيد بن الأعسم بن قيس بن حصن بن عبد الله بن رضا بن عمرو بن غراب بن جذيمة.
- ابن مالك العالم النحوي، صاحب الألفية.
- ابن عربي.
- صفي الدين الحلي.
- أبو تمام الطائي
- البحتري
- اياس بن قبيصة الطائي

## أقوال القلقشندي بشأن طيئ
بعض ما ذكره أبو العباس القلقشندي، عن طيئ وبطونها في كتابه: نهاية الأرب في معرفة قبائل العرب:
- بنو طيئ: وهو جلهمة بفتح الطاء وتشديد الياء وهمزة في الآخر - قبيلة من كهلان من القحطانية وهم بنو طيئ بن أدد بن زيد بن يشجب بن عريب بن زيد بن كهلان وكهلان يأتي نسبه عند ذكره في حرف الكاف، وكان له من الولد قطرة والغوث وأمهما عدية بن الآمري من مهرة والنسبة إليهم طائي وإليهم ينسب حاتم الطائي المشهور بالكرم وأخباره أشهر من أن تذكر.

قال في العبر: ومنهم زيد الخيل بن مهلهل الصحابي وفد على رسول الله صلى الله عليه وسلم في وفد طيئ فأسلم فسماه زيد الخير وقال له ما وصف لي أحد في الجاهلية رأيته في الإسلام إلا رأيته دون وصفه غيرك، وكانت منازلهم باليمن فخرجوا منه على أثر خروج الأزمنة ونزلوا سعيرًا وقيل في جوار بني أسد ثم غلبوهم على اجاء وسلمى وهما جبلان في بلادهم يعرفان الآن بجيلي طيئ فاستمروا وافترقوا في أول الإسلام في الفتوحات.
قال ابن سعيد: في بلادهم الآن أمم كثيرة تملأ السهل والجبل حجازًا وشامًا وعراقًا قال: وهم أصحاب الرياسة في العرب إلى الآن بالعراق والشام وبمصر منهم بطون.
- بنو سنبس: ويقال لهم سنبس باسم أبيهم بطن من طيئ من القحطانية وهم بنو سنبس بن معاوية بن جرول بن ثعل بن عمرو بن الغوث ابن طيئ، وطيئ يأتي نسبه عند ذكره في حرف الطاء المهملة، وكان لسنبس من الولد زبيد وعمرو ومنهم بنو أبان بن عدي المذكور في حرف الألف وقد ذكر الحمداني منهم طائفة ببطائح العراق وطائفة بدمياط من الديار المصرية.

قال (يعني الحمداني): وكان لهم شأن أيام الخلفاء الفاطميين بالأعمال الجيزية حول سقارة. ملحوظة: المقصود بالأعمال الجيزية، محافظة الجيزة اليوم في مصر.
قلت (يعني نفسه أي القلقشندي): والأمرة الآن فيهم في الخزاعلة في بني يوسف ومقرهم في مدينة سخا من الأعمال الغربية.
- بنو الحسن: بطن من طيئ من القحطانية ذكرهم الجوهري في صحاحه نقلا عن ابن الكلبي ولم يرفع نسبهم.

ملحوظة: يعتقد، بضم الياء، أن القبائل التي تحمل اسم بنو الحسن في بادية الشام وربما في العراق ولبنان أيضا تنتسب إلى هذا البطن، وهناك أقوال أخرى.
- بنو طريف : بطن من طيئ من القحطانية، وهم بنو طريف بن عمر بن ثمامة بن مالك بن جدعان بن ذهل بن رومان بن جندب بن خارجة بن سعيد بن قطرة بن طيئ، منهم جبلة بن رافع الذي يقول فيه الحطيئة: لعمري لقد أنعمت نعمة ماجد علي قديما يا جبيل بن رافع، ومنهم بنو لام بن عمر بن طريف الطائي الذين يقول فيهم الحطيئة:

كيف الهجاء وما تنفك صالحة *** من آل لام بظهر الغيب تأتيني
ويرأسهم السيد المشهور والصحابي أوس بن حارثة بن لأم الطائي، ومن بعده بجير بن أوس الطائي، ومن ذريته قبائل بني لأم في جزيرة العرب والعراق.
- بنو عقدة: بطن من سنبس من طيئ من القحطانية وهم بنو عمرو بن سنبس تقدم ذكره في حرف السين المهملة، وعقدة أمهم عرفوا بها.

ملاحظة: لبني عقدة بقية في مصر والأردن (جرش) تتمثل في بضع عائلات تحتفظ باسم عقدة والعقدة.
- بنو عبدة : بطن من قيس بن شمر ذكرهم المرخيين أمثال المسعودي في كتابه مروج الذهب.[53] وكتاب ابن الاثير اللباب في تهذيب الأنساب [42]
- شمر: هو من أشهر فروع طيئ اليوم ويقيمون في منطقة حائل بالسعودية. مساكن طيئ القديم (الجبلين أجا وسلمى) ويتكون من قبيلة عبدة بن رضا بن قيس بن شمر وقبيلة سنجاة وهي فرع من حبيب بن شمر وقبيلة الأسلم أحد الفروع الرئيسية من شمر.

## اعلام طيء

راية قبيلة طيء في معركة صفين